# Circuit logic CMOS

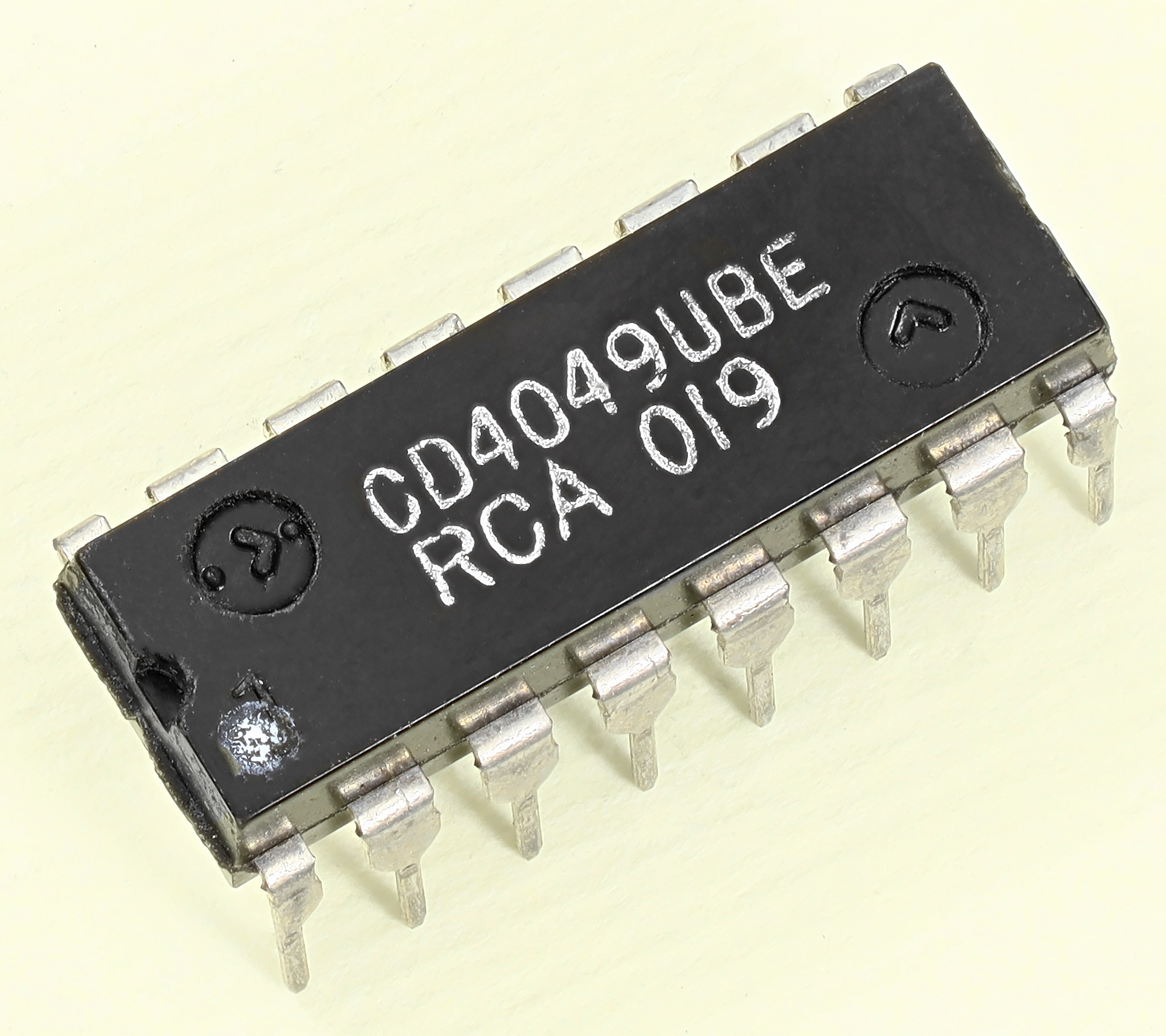
un circuit integrat CMOS fabricat de RCA în anul 1970

Circuitele integrate CMOS (Complementary Symmetry Metal-Oxide Semiconductor) au fost dezvoltate în laboratoarele firmei RCA din S.U.A., la începutul anilor 1960. 
Prima serie comercială de circuite integrate CMOS a fost disponibilă începând cu 1968, tot de la firma RCA.
Introducerea în fabricație a familiei standard CMOS de către firma RCA, urmată de firmele Motorola, Solid State Scientific, Harris Semiconductor, National Semiconductor, etc., a oferit proiectanților de scheme logice o alternativă, cu consum redus, la familia logica TTL, pentru aplicațiile în care nu este solicitată o viteză foarte mare.

## Avantajele seriei de circuite integrate logice CMOS
Principalele avantaje ale circuitelor fabricate în tehnologia CMOS sunt: 
- Imunitatea la zgomot, având o margine de zgomot de 1,5 V, față de 0,4 V la circuitele realizate în tehnologie TTL
- Un consum de putere mult mai redus.

Ca exemplu, o rețea logică de 100 porți consumă mai puțin de 1 mW la viteze medii. Gama tensiunilor de alimentare este pentru seria A din familia 4000, de la 3V la 18V și de 3V la 20V pentru seria B a familiei 4000.
Varianta B de circuite CMOS standard a apărut în anul 1974, iar circuitele fabricate in această variantă tehnologică, pe lângă gama extinsă de tensiuni de alimentare, sint prevăzute cu etaje buffer (etaje de separare) pe intrări și ieșiri. Comparând cu alte familii de circuite integrate logice, porțile logice de tip CMOS au factorul de calitate și raportul între timpul de propagare și puterea disipată cel mai bun, ceea ce le-a impus în piața de semiconductoare.
Această familie are parametrii cei mai apropiați de cei ai unei familii logice ideale, care ar trebui să aibă: 
- consum zero în regim static,
- timpi de propagare aproape egali cu zero
- fronturi de impuls controlabile
- imunitate la zgomot egală cu 50 % din diferența între tensiunile corespunzătoare nivelelor logice

Comparând la nivelul de costurilor de utilizare, schemele realizate cu circuite CMOS sunt mai mici decât cele realizate cu circuitele logice TTL.

## Tipuri de circuite integrate fabricate în tehnologie CMOS
Cea mai cunoscută familie logică CMOS este seria 4000, care a fost lansată de RCA în anul 1968. 
Alternativa la seria 4000 este reprezentată de familia 54C/74 C, introdusă de firma National Semiconductor.
Familia 54C/74C are avantajul că reprezintă echivalentul pin la pin al circuitelor TTL din familia standard 54/74. Astfel, proiectanții obișnuiți deja cu circuitele TTL își pot extrapola experiența lor asupra unui proiect utilizând circuite din seria 54C/74C.
O serie de producători au introdus circuite noi în seria 4000, pentru a putea răspunde la cererile de circuite CMOS mai complexe. Astfel, firma Motorola a adăugat la seria 4000 seria 4500, care oferă un număr sporit de funcții circuitelor cu grad mediu de integrare MSI. 
Ulterior, în anii 1990, o serie de producători de circuite integrate, ca exemplu Texas Instruments, Philips, au implementat funcționalitatea seriei 4000 cu tehnologii noi, fabricând o serie de circuite cu funcționalități similare, dar în tehnologie HCMOS ("high-speed CMOS"), în baza unor proiecte îmbunătățite. Caracteristicile familiei de circuite în tehnologie HCMOS se pot studia aici:

Aceste serii de circuite logice au preluat integral alocarea pinilor și tipurile de circuite fabricate în seria 7400, adăugând ulterior circuite cu funcții noi. Pe măsură ce tehnologia de producere a circuitelor integrate a avansat, au fost implementate funcțiile circuitelor CMOS pe baza unor tehnologii mai moderne. Pentru a le diferenția de seria clasică 7400, marcajul circuitelor utilizează suplimentar o serie de două sau trei litere plasate între 74 și cifrele care definesc funcția circuitului. 
Menționăm seriile următoare:
- 74C: Acestea sunt circuite CMOS care sunt similare din punct de vedere electric cu circuitele integrate din seria 4000, dar cu funcționalitate din seria 74. Domeniul lor de funcționare este între  4 V-15 V. Sunt circuite sensibile la tensiunea statică și nu sunt dispozitive suficient de robuste.[3]

- 74HC ("high-speed CMOS") Logica CMOS poartă de Si de mare viteză. Familia 74HC000 combină avantajele de putere redusă ale familiei HE4000B cu o viteză mai mare și capacitatea de acționare a similară cu circuitele Schottky TTL de mică putere (LSTTL). Familia are același pin-out ca și seria de circuite logice 7400 și asigură aceleași funcții de circuit. În aceste familii sunt incluse mai multe familii HE4000B circuite care nu au omolog TTL și unele circuite speciale. Tensiuni de alimentare între 2V si 6V.
- 74HCT înseamnă CMOS de mare viteză cu tensiuni logice echivalente cu seria clasică TTL. Aceste dispozitive sunt similare cu tipurile HCMOS, cu excepția faptului că vor funcționa la tensiuni standard de alimentare TTL și niveluri de intrare logice. Acest lucru permite înlocuiri directe de CMOS compatibile pin-la-pin pentru a reduce consumul de energie fără pierderi de viteză. Tensiuni de alimentare între 4.5V si 5.5V.
- 74HCU înseamnă CMOS de mare viteză fară bufer (un-buffered). Acest tip de CMOS nu conține bufer și este ideal pentru lucrul cu cristale și alte oscilatoare ceramice care au nevoie de liniaritate.
- VHCMOS, sau 74AHC, înseamnă CMOS de foarte mare viteză sau CMOS avansat de mare viteză. Timpul de întârziere tipic de propagare este între 3 ns și 4 ns. Viteza este similară cu seria de circuite ce folosesc tranzistorul Schottky bipolar TTL. AHCT înseamnă circuite CMOS cu tehnologie avansată, de mare viteză cu intrări TTL. Timpul de întârziere tipic de propagare este între 5 ns și 6 ns.[4]

## Circuite CMOS fabricate în România
Circuite logice din seria CMOS au fost fabricate la întreprinderea Microelectronica, București.
Acolo s-au fabricat o gamă largă de circuite logice, compatibile cu seria 4000B și circuite din seria 4500.
Un număr de aproape 80 de tipuri din cele 110 tipuri de circuite standard seria 4000 au fost fabricate la  Microelectronica.
|  |
|  |

|  |
|  |

|  |
|  |

|  |
|  |

|  |
|  |